# Tunstall (Suffolk)
Pour les articles homonymes, voir Tunstall.
Tunstall est un village et une paroisse civile du Suffolk, en Angleterre.